# 밤비, 고질라를 만나다
밤비, 고질라를 만나다(Bambi Meets Godzilla)는 캐나다에서 제작된 마브 뉴랜드 감독의 1969년 애니메이션 영화이다. 흑백 애니메이션 단편 학생 영화이다. 감독 혼자서 제작했다. 2분 미만 길이의 이 영화는 애니메이션 클래식이며 1994년 가장 위대한 50개 카툰의 #38에 등재되어 있다.